# 沢田あいり
沢田 あいり（さわだ あいり、1993年5月8日 - ）は、日本のAV女優。ライフプロモーション所属。

## 略歴・人物
2011年にAVデビュー。小柄で華奢なロリ系の企画女優。複数の別名でイメージDVDにも出演している。
2013年に入り活動を休止していたが、2014年より「椿のぞみ（つばき のぞみ）」と改名して活動を再開。

## 出演作品

### イメージDVD
- Loliface（2011年2月18日、ノスタルジア）※「柚木まなみ」名義
- 美少女パイパン倶楽部（2011年4月22日、I.B.WORKS）※「春菜みくる」名義
- I Love T-front（2011年6月24日、ハレルヤ）※「柚木まなみ」名義 他出演:浅葱アゲハ、上村沙耶、成瀬琴音、藤川キラ、葉月さゆり
- ゆなにおまかせっ♥（2012年11月16日、デジプラン）※「永井由菜」名義
- スクールドール（2013年1月23日、INTEC Inc）※「永井由菜」名義
- pg 永井由菜（2013年3月25日、ターンテーブル）※「永井由菜」名義
- つるるんベイビー（2013年5月2日、心交社）※「ひかる唯」名義

### アダルトDVD

#### 「沢田あいり」名義
2011年
- ロリータ性感オイルエステ 5（4月7日、アイエナジー）他出演:あいみ、河愛杏里、姫野みこと ほか
- 私の捨てるに捨てられないエロVHSコレクションを、女子校生の娘とその友達がこっそり持ち出して鑑賞会? そんなエロい光景を目撃してしまった私は、父親としての理性などブッ飛びダメもとで声を掛けたら、拒絶されるどころか逆に求められて娘の友達と禁断の合体!? 2（6月18日、Hunter）他出演:香椎りこ、川合まゆ、あいみ、神木なな、河愛杏里 ほか

2012年
- 実録! ○川県○○島に移住した大家族の実態 あの○○家のホームビデオが流出!（8月23日、アイエナジー）共演:吉咲あんり、杏子ゆう、星野あいか ほか
- 恥ずかしながら成長した娘が超タイプ! そんな私にビッグチャンス到来!入院した私は「オシッコがしたい」とお見舞いにきてくれた娘に尿瓶を持ってもらい勃起したチ○ポを見せつけたら、娘は戸惑いつつも勃起チ○ポに興味を持ち奇跡的に発情!（9月6日、Hunter）他出演:南梨央奈、前田ちえ、木村つな、小泉のぞみ、吉井みな
- ソフトクリームが美味しくなると言ってウブっ娘に媚薬をかけて舐めさせたら、犯しているのにお漏らしするほど感じていたので中出しを決行!（9月20日、アイエナジー）他出演:木村つな、前田ちえ、南梨央奈
- 「カップル限定」 マジックミラー号の中で、自慢の彼女を「寝とって」真正中出し! 5（10月6日、SODクリエイト）他出演:篠田ゆう、月丘雅、桐谷あや ほか
- いもうとの時間割 02（10月11日、ZeTToN）
- ナイショの遊び時間。 あいり 144cm 【無毛】（11月1日、ミニマム）
- ウブちらGET 街角素人っ娘にパンチラ見せてとリアル軟派! 8（11月10日、ホットエンターテイメント）他出演:南梨央奈、愛代さやか、長谷川しずく、浅川サラ、鈴木鈴 ほか
- 僕と妹 5 ただいま発情中!? 〜こんな妹でゴメンナサイ〜（12月1日、プラネットプラス）
- 女子○○生 拉致監禁 No.24 あいり（12月1日、ローグプラネット）
- 全てを見渡す超展望アングル 3年B組 大乱交学園（12月20日、SODクリエイト）共演:宇佐美なな、南梨央奈、羽月希、沙藤ユリ、若菜亜衣、河西ちなみ、田辺莉子、前田ちえ、森野ひなの、葵莉乃、菜月リア
- 「世界のメガチ○ポSPECIAL アマゾンの奥地に存在する世界最強の媚薬を探し 原住民と最高の生中出しセックスをヤる」 VOL.1（12月1日、DANDY）
- 1●才 ロリ性感オイルマッサージ 2（12月21日、VALEX）他出演:早坂愛梨、河愛杏里 ほか
- お兄ちゃん、いっしょにお風呂に入っても…いい?（12月21日、I.B.WORKS）他出演:葵野まりん ほか

2013年
- フェ○ス女学院 山○キャンパス 女子大生エアロビクスafterマッサージ（1月1日、変態紳士倶楽部）他出演:前田陽菜 ほか
- 小●生声かけ連れ込み猥褻映像（2月8日、I.B.WORKS）
- 痴漢OK娘 レズスペシャル 4 本屋に来た女子校生をキスで興奮させてお漏らしするまで感じさせろ（2月21日、アイエナジー）他出演:朝倉ことみ、羽月希、松下ひかり、夏目優希、芹沢つむぎ ほか
- セックスアート・オンライン（3月25日、CMP）他出演:大槻ひびき、梅宮彩乃
- 2段ベッドが揺れるほど感じる姉の喘ぎ声を聞いて発情しだす妹 7（4月11日、ナチュラルハイ）他出演:篠田彩音、板野有紀、松下ひかり
- パイパンマジック 9 ロリータどS性開花編（4月13日、CREAM PIE）
- ロリ専科 キミだけに語りかけ! ロリ校生21人!オマ●コぴちゃぴちゃ指入れ自画撮りオナニー4時間DX vol.05（4月19日、ロリオナ）他出演:木崎実花、芹沢つむぎ、夏来みあ、宮地由梨香、小枝ゆづ希、南えりか、前田ちえ、鈴木さとみ、白砂ゆの、早坂愛梨、立花愛佳、鈴木鈴、早瀬ありす、河愛杏里、時田あいみ、水澤りの、長谷川しずく、大塚まゆ、小桜りく、双葉みか
- 日本の女性器大図鑑 私のオマ●コ見て下さい♥ 40人4時間DX vol.02（4月19日、BURST）他出演:板野有紀、早瀬ありす、綾瀬ルナ、大塚まゆ、佐月麻央、夏目優希、桜瀬奈、河西ちなみ、木崎実花、一ノ瀬アメリ ほか
- 「なんで使い方がわかったの?」私の隠していた電マ（妻に使用）が娘に見つかった! 娘はHな使い方を知らず、ただのマッサージ器と思っているのでひと安心していたらお泊まり会で友だちと偶然Hな使い方を発見。未知なる快感で電マでオナニーが病みつきに。さすがにマズイと思い取り上げようとしても電マを離さず、すでに発情状態の友達は「もっと気持ちよくなりたい!」と電マオナニーの快感しか知らないマ○コを差し出して来たので、我慢できずに…。（4月25日、Hunter）他出演:木村つな、宇佐美なな、中谷美結 ほか
- 成長した娘の裸に触れた父親はイケない事と知りつつもチ○ポを勃起させて「禁断の近親相姦」してしまうのか!? 3（5月9日、SODクリエイト）他出演:芹沢さくら ほか
- 小さい女の子12人の未公開フェラ 4。 変態たちの秘蔵コレクション。（6月1日、ミニマム）他出演:ありさ、鈴木あいり、桃色さくら、有本紗世、重盛ひと美、野々原まゆ、初芽里奈、富永苺、ももは、ゆりこ、このは
- 映画館痴漢 2（6月6日、ナチュラルハイ）他出演:初美沙希、板野有紀 ほか
- 小○生 沢田あいり 身長144cm 4時間（6月13日、I.B.WORKS）※総集編
- 男のアナル舐めが大好きなドMロリ巨乳にボー○ロイド鏡○リンのコスプレさせて連続絶頂調教する鬼畜2等兵（6月21日、I.B.WORKS）
- 小○生痴漢バス 〜怯えて声も出せない小○生に悪戯〜（7月12日、青空ソフト）他出演:雪野りこ
- ワレメ倶楽部（9月20日、帝都裏映像）他出演:上原亜衣、板野有紀

#### 「椿のぞみ」名義
2014年
- 父親が幼い兄妹にSEXを強要する（3月16日、思春期.com）
- ありえないほど幼い人妻と援交 のぞみ20歳（3月16日、テンパラメンタル）
- 去年まで女子校だった学校が共学になり、入学した僕は女の子だらけのウハウハな生活を夢見ていたが女子からは全く相手にされない。そんなある日、元々女子校だったからなのか、クラスの女子がレズっているのを偶然目撃している所を気づかれ、呼び出された僕は…（4月1日、DOC）共演:愛原ゆあ　他出演:仁美まどか、早瀬ありす
- 家庭内相姦（4月17日、グローリークエスト）他出演:波多野結衣、南せりな、結城みさ、生駒はるな
- おはズボッ! Vol.81 やだ、入っちゃった、だめ、動いちゃ! 感じちゃう〜 イキまくり可愛い娘スペシャル（5月2日（レンタル）/8月8日（セル）、アテナ映像）他出演:みおり舞、篠田ゆう、櫻井ともか、藤堂ルシア
- 「私たちは今、チ○コにハマっています!」 チ○コフェチには男の人格必要なし!チ○コだけがほしい!（8月7日、Mr.michiru）他出演:HIKARI、篠田ゆう、内村りな、加納綾子、松田杏奈、美月優芽
- 出戻り娘/連れ子の娘のワイセツ画像（9月13日、FAプロ）他出演:横山夏希、熊谷麻美、春原未来、永井智美
- 欲求不満の人妻に勃起チ○ポを見せるとどうなる!? 8（10月3日、OFFICE K'S）他出演:真木今日子 ほか
- 女監督MARI.N 女性スタッフによる素人ナンパオナニー ちょっとそこの貴女!!カメラの前でガチ自慰（オナニー）見せて貰えませんか?（10月15日、プリモ）